# Inno Nazionale della Repubblica di San Marino
"Inno Nazionale della Repubblica di San Marino" là quốc ca của Cộng hòa San Marino. Bài hát được phổ nhạc bởi Federico Consolo, một nghệ sĩ violin và nhà soạn nhạc người Ý, và thay thế Giubilanti d'amore fraterno làm quốc ca vào năm 1894. Bài quốc ca này là một trong số ít không có lời chính thức (cùng với của Tây Ban Nha, Bosnia và Herzegovina, và Kosovo), và do đó được gọi đơn giản là "Inno Nazionale" (Quốc ca). Cho dù ít được biết và nghe đến, nhưng "Inno Nazionale" thường xuyên được biểu diễn trên đường phố của thành phố San Marino bởi các nhạc sĩ của Lực lượng vũ trang San Marino ở các lễ hội quốc gia và tôn giáo. Mặc dù Giosuè Carducci đã sáng tác lời cho bài hát, nó chưa bao giờ được công nhận chính thức.

## Lời không chính thức
| Tiếng Ý | Tiếng Việt |
| --- | --- |
| O antica Repubblica Onore a te virtuosa Onore a te. (x2) Generosa fidente, Virtuosa, O, Repubblica. Onore e vivi eterna Con la vita E gloria d'Italia. O Repubblica Onore a te. | Hỡi nền cộng hòa cổ đại vinh dự và đoan chính cho bạn, vinh dự cho bạn. (x2) Lòng chung thủy hào phóng, Hỡi nước cộng hòa đoan chính, Hỡi nước cộng hòa. Danh dự và cuộc sống vĩnh cửu với cuộc sống và vinh quang của nước Ý. Hỡi nước cộng hòa, Vinh dự cho bạn. |